# Oenothera kunthiana
Oenothera kunthiana là một loài thực vật có hoa trong họ Anh thảo chiều. Loài này được (Spach) Munz mô tả khoa học đầu tiên năm 1932.

## Hình ảnh

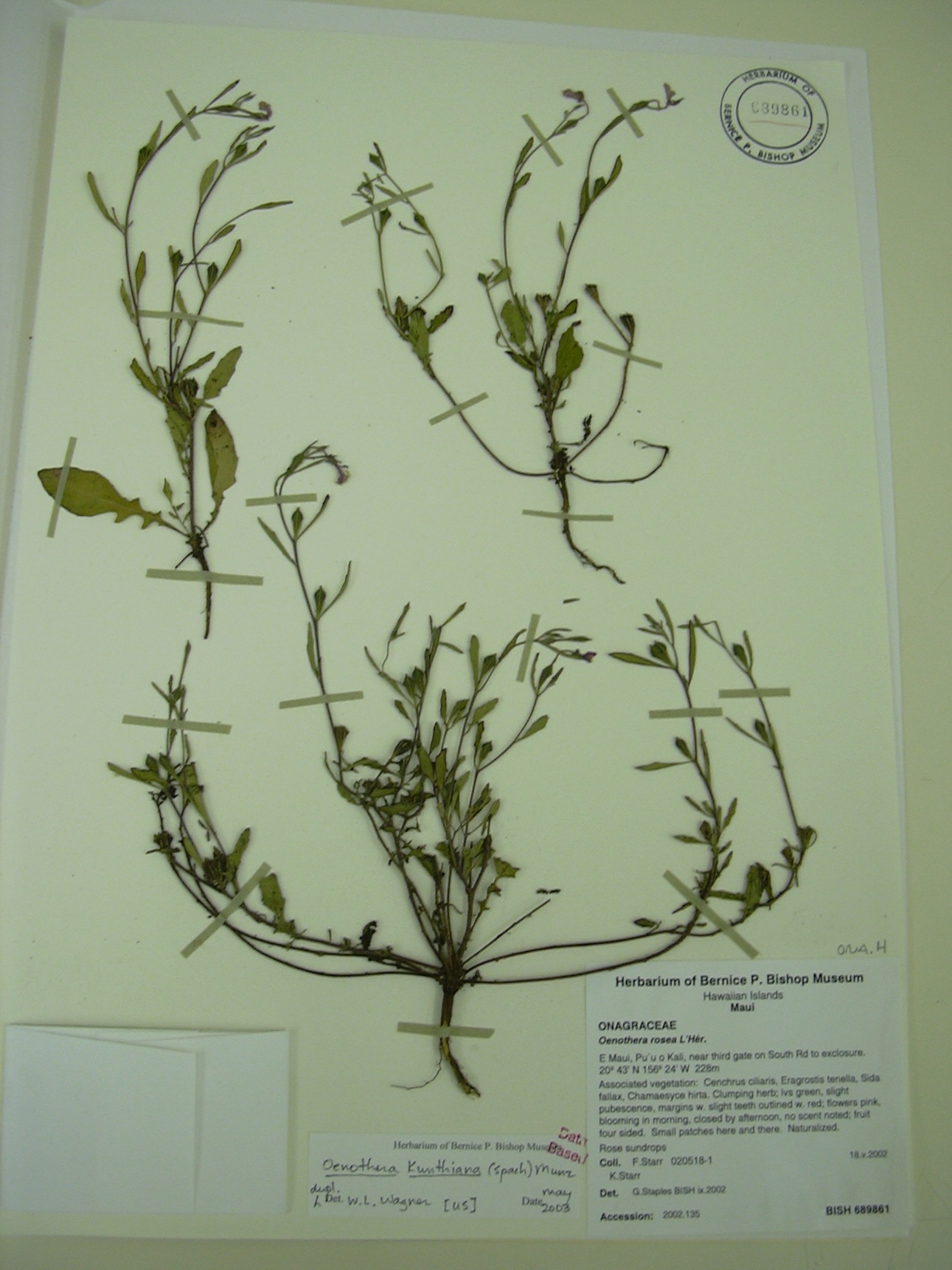
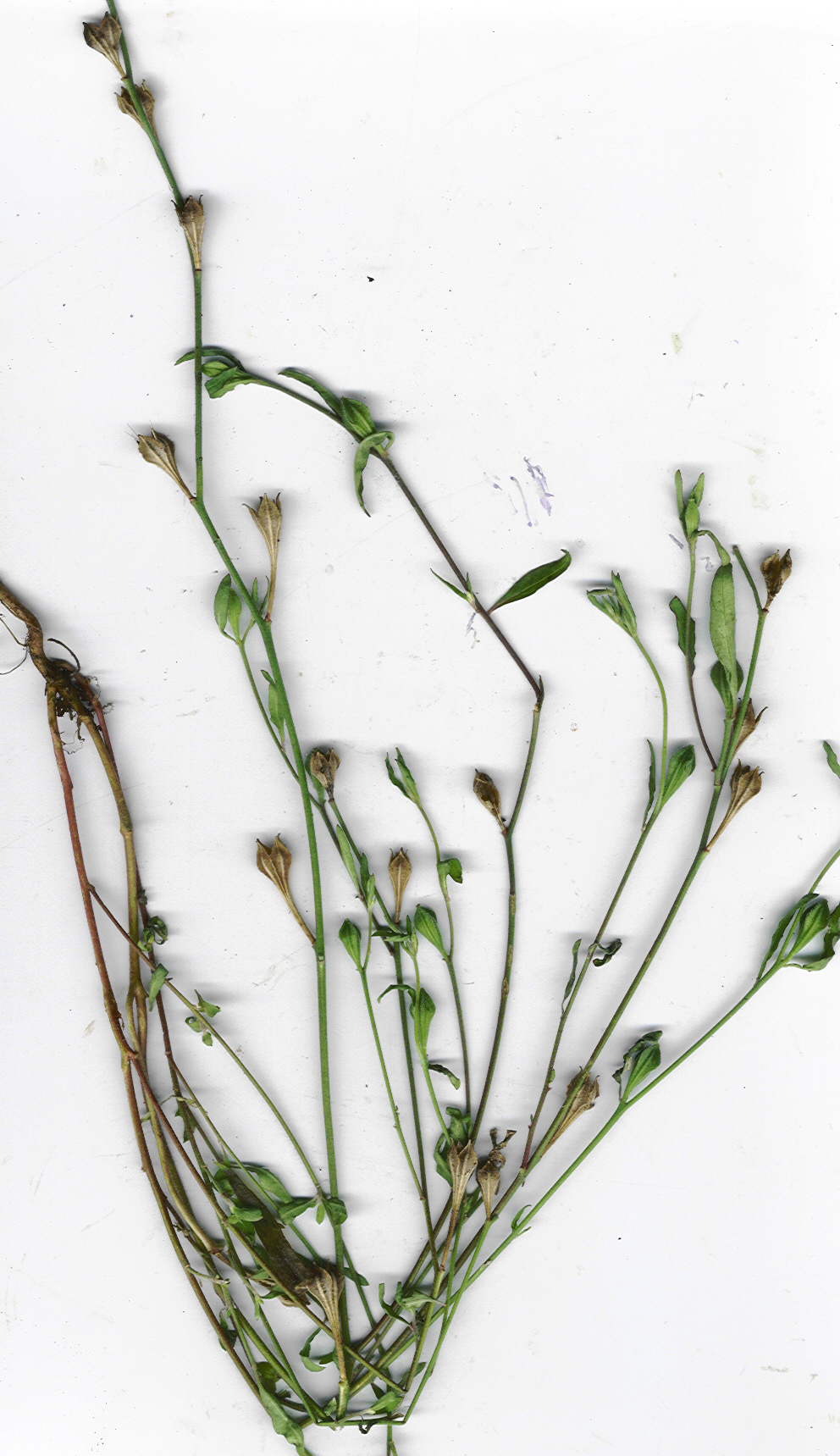
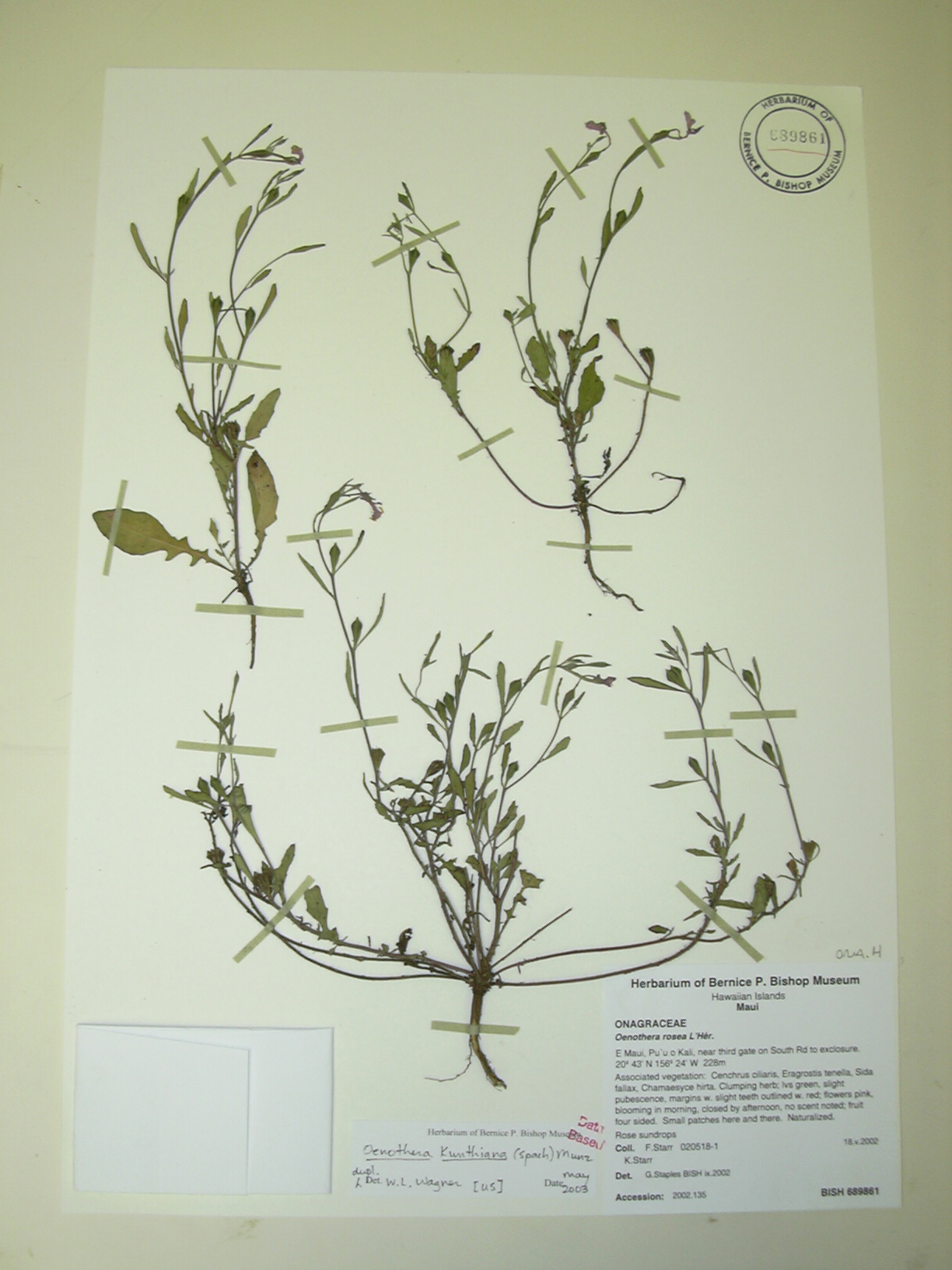